# Бжезинский, Ежи (психолог)
Ежи Мариан Бжезинский (пол. Jerzy Marian Brzeziński; род. 13 апреля 1947, Пельплин) — польский психолог, профессор (1989), действительный член ПАН (2007).

## Биография
Родился 13 апреля 1947 года в Пельплине, Польша.
Учился в Университете имени Адама Мицкевича в Познани, где в 1972 году защитил диссертацию на тему «Эмпирические критерии эмоционального контроля». Три года спустя он защитил докторскую диссертацию на тему «Эмпирический контроль научных утверждений» в Институте философии, работающем на базе его родного университета. 
В 1989 году Бжезинский стал профессором на кафедре гуманитарных наук, а позднее был назначен на должность декана факультета социальных наук Университета имени Адама Мицкевича. Он также профессором факультета социальных и гуманитарных наук в Университете социальной психологии и гуманитарных наук во Вроцлаве.
В 2007 году Бжезинский был избран действительным членом Польской академии наук, а в 2010 году он стал почётным профессором Гданьского университета.